# Burnham-on-Sea

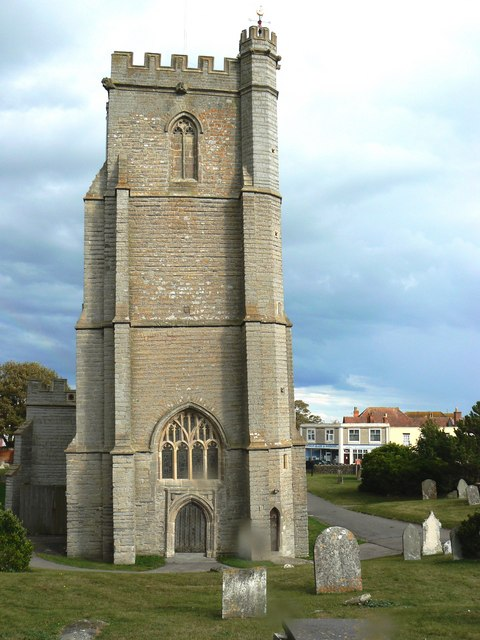
Le clocher de l'église Saint Andrew

Pour les articles homonymes, voir Burnham.
Burnham-on-Sea est une ville côtière du Somerset, en Angleterre, située à l'embouchure de la rivière Parrett dans la baie de Bridgwater. Petit village jusqu'à la fin du XVIIIe siècle, la ville est aujourd'hui une station balnéaire fréquentée. Sa population était de 18 401 habitants en 2001. Elle fait partie de la paroisse civile de Burnham-on-Sea and Highbridge.

## Lieux et monuments
- Un phare encore actif qui éclaire l'embouchure de la rivière Parrett.

- Deux phares inactifs depuis 1832 et 1996

- L'église St Andrew et son clocher penché.